# Prąd Japoński
Prąd Japoński (jap. 黒潮 Kuro-shio; dosł. „czarny prąd”; także 日本海流, Nihon-kairyū) – ciepły prąd morski w północno-zachodniej części Oceanu Spokojnego. Płynie z prędkością 2–6 km na godzinę, na północ wzdłuż wschodnich wybrzeży Wysp Japońskich, a następnie na wysokości półwyspu Bōsō skręca na wschód, ocieplając wody Pacyfiku na znacznych szerokościach geograficznych.

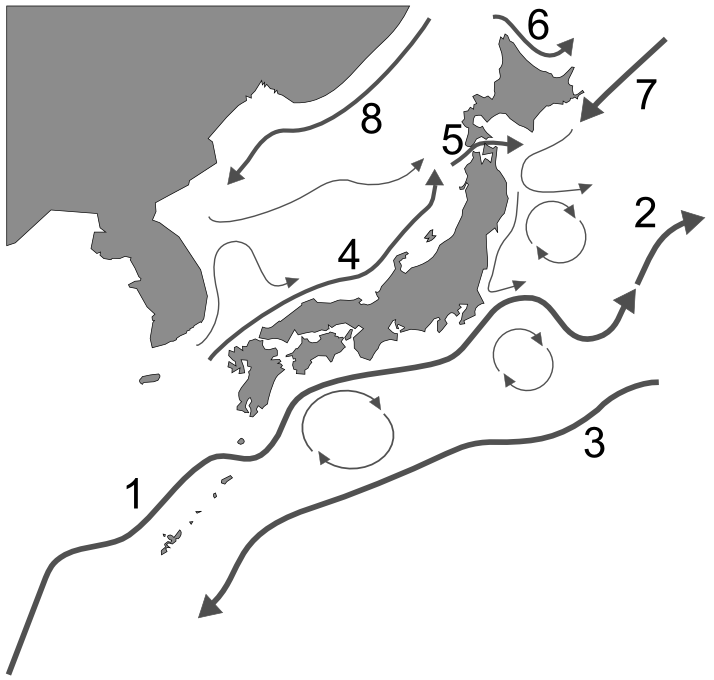
Prądy morskie wokół Japonii

Prądy morskie wokół Japonii (jak na rysunku):
- 1. Prąd Japoński;
- 2. Prąd Japoński (przedłużenie);
- 3. Prąd Japoński (prąd wsteczny);
- 4. Prąd Cuszimski (zachodnie odgałęzienie Prąd Japoński, biegnące wzdłuż wybrzeża archipelagu poprzez Morze Japońskie);
- 5. Prąd Tsugaru;
- 6. Prąd Sōya;
- 7. Prąd Kurylski;
- 8. Prąd Liman.